# تشارلز برينكمان
تشارلز برينكمان (بالإنجليزية: Charles Brinkman)‏ هو متزلج فني أمريكي، ولد في 1928.